# Stanley-Cup-Playoffs 1999
Die Playoffs um den Stanley Cup des Jahres 1999 begannen am 21. April 1999 und endeten am 19. Juni 1999 mit dem 4:2-Erfolg der Dallas Stars über die Buffalo Sabres. Für die Stars war es die dritte Final-Teilnahme der Franchise-Geschichte, jedoch die erste seit dem Umzug des Teams aus Minnesota im Jahre 1993. Die North Stars hatten das Endspiel zuvor 1981 und 1991 erreicht, waren dort jedoch jeweils unterlegen gewesen, sodass Dallas nun den ersten Titel gewann. Darüber hinaus stellten die Stars in Person von Joe Nieuwendyk den mit der Conn Smythe Trophy ausgezeichneten Most Valuable Player der Playoffs. Buffalo hingegen musste in seinem zweiten Stanley-Cup-Finale nach 1975 die zweite Niederlage hinnehmen.
Die Scorerliste der post-season führte indes Peter Forsberg von der Colorado Avalanche an, obwohl er mit seiner Mannschaft bereits im Conference-Finale ausgeschieden war. Dies gelang zuletzt Doug Gilmour und Bernie Federko im Jahre 1986 für die St. Louis Blues; Forsberg selbst allerdings bereits in den Playoffs 2002 erneut.

## Modus
Nachdem sich aus jeder Conference die drei Divisionssieger sowie die fünf weiteren punktbesten Teams der Conference qualifiziert haben, starten die im K.-o.-System ausgetragenen Playoffs. Dabei trifft der punktbeste Divisionssieger auf das achte und somit punktschlechteste qualifizierte Team, die Nummer 2 dieser Rangliste auf die Nummer 7 usw. Durch diesen Modus ist es möglich, dass eines oder mehrere qualifizierte Teams mehr Punkte als einer der Divisionssieger erzielt haben. Das gleiche Prinzip wird zur Bestimmung der Begegnungen der zweiten Playoff-Runde genutzt.
Jede Conference spielt in der Folge im Conference-Viertelfinale, Conference-Halbfinale und im Conference-Finale ihren Sieger aus, der dann im Finale um den Stanley Cup antritt. Alle Serien jeder Runde werden im Best-of-Seven-Modus ausgespielt, das heißt, dass ein Team vier Siege zum Erreichen der nächsten Runde benötigt. Das höher gesetzte Team hat dabei in den ersten beiden Spielen Heimrecht, die nächsten beiden das gegnerische Team. Sollte bis dahin kein Sieger aus der Runde hervorgegangen sein, wechselt das Heimrecht von Spiel zu Spiel. So hat die höher gesetzte Mannschaft in den Spielen 1, 2, 5 und 7, also vier der maximal sieben Spiele, einen Heimvorteil. Der Sieger der Eastern Conference wird mit der Prince of Wales Trophy ausgezeichnet und der Sieger der Western Conference mit der Clarence S. Campbell Bowl.
Bei Spielen, die nach der regulären Spielzeit von 60 Minuten unentschieden bleiben, folgt die Overtime. Sie endet durch das erste erzielte Tor (Sudden Death).

## Qualifizierte Teams
| Atlantic Division - (1) New Jersey Devils - (5) Philadelphia Flyers - (8) Pittsburgh Penguins Northeast Division - (2) Ottawa Senators - (4) Toronto Maple Leafs - (6) Boston Bruins - (7) Buffalo Sabres Southeast Division - (3) Carolina Hurricanes | Central Division - (3) Detroit Red Wings - (5) St. Louis Blues Northwest Division - (2) Colorado Avalanche - (8) Edmonton Oilers Pacific Division - (1) Dallas Stars - (4) Phoenix Coyotes - (6) Mighty Ducks of Anaheim - (7) San Jose Sharks |

## Playoff-Baum
|  | Conference-Viertelfinale                              | Conference-Viertelfinale | Conference-Viertelfinale |                    | Conference-Halbfinale | Conference-Halbfinale | Conference-Halbfinale |                |              | Conference-Finale | Conference-Finale | Conference-Finale |  |  | Stanley-Cup-Finale | Stanley-Cup-Finale | Stanley-Cup-Finale |
|  |                                                       |                          |                          |                    |                       |                       |                       |                |              |                   |                   |                   |  |  |                    |                    |                    |
|  | 1                                                     | New Jersey Devils        | 3                        |                    | 4                     | Toronto Maple Leafs   | 4                     |                |              |                   |                   |                   |  |  |                    |                    |                    |
|  | 8                                                     | Pittsburgh Penguins      | 4                        | 8                  | Pittsburgh Penguins   | 2                     |                       |                |              |                   |                   |                   |  |  |                    |                    |                    |
|  |                                                       |                          |                          |                    |                       |                       |                       |                |              |                   |                   |                   |  |  |                    |                    |                    |
|  | 2                                                     | Ottawa Senators          | 0                        | Eastern Conference | Eastern Conference    | Eastern Conference    |                       |                |              |                   |                   |                   |  |  |                    |                    |                    |
|  | 2                                                     | Ottawa Senators          | 0                        | Eastern Conference | Eastern Conference    | Eastern Conference    |                       |                |              |                   |                   |                   |  |  |                    |                    |                    |
|  | 7                                                     | Buffalo Sabres           | 4                        |                    |                       |                       |                       |                |              |                   |                   |                   |  |  |                    |                    |                    |
|  | 7                                                     | Buffalo Sabres           | 4                        | 4                  | Toronto Maple Leafs   | 1                     |                       |                |              |                   |                   |                   |  |  |                    |                    |                    |
|  |                                                       |                          |                          | 4                  | Toronto Maple Leafs   | 1                     |                       |                |              |                   |                   |                   |  |  |                    |                    |                    |
|  |                                                       | 7                        | Buffalo Sabres           | 4                  |                       |                       |                       |                |              |                   |                   |                   |  |  |                    |                    |                    |
|  | 3                                                     | 7                        | Buffalo Sabres           | 4                  | Carolina Hurricanes   | 2                     |                       |                |              |                   |                   |                   |  |  |                    |                    |                    |
|  | 3                                                     |                          |                          |                    | Carolina Hurricanes   | 2                     |                       |                |              |                   |                   |                   |  |  |                    |                    |                    |
|  | 6                                                     | Boston Bruins            | 4                        |                    |                       |                       |                       |                |              |                   |                   |                   |  |  |                    |                    |                    |
|  | 6                                                     | Boston Bruins            | 4                        |                    |                       |                       |                       |                |              |                   |                   |                   |  |  |                    |                    |                    |
|  |                                                       |                          |                          |                    |                       |                       |                       |                |              |                   |                   |                   |  |  |                    |                    |                    |
|  | 4                                                     | Toronto Maple Leafs      | 4                        | 6                  | Boston Bruins         | 2                     |                       |                |              |                   |                   |                   |  |  |                    |                    |                    |
|  | 4                                                     | Toronto Maple Leafs      | 4                        | 6                  | Boston Bruins         | 2                     |                       |                |              |                   |                   |                   |  |  |                    |                    |                    |
|  | 5                                                     | Philadelphia Flyers      | 2                        | 7                  | Buffalo Sabres        | 4                     |                       |                |              |                   |                   |                   |  |  |                    |                    |                    |
|  | 5                                                     | Philadelphia Flyers      | 2                        | 7                  | Buffalo Sabres        | 4                     | E7                    | Buffalo Sabres | 2            |                   |                   |                   |  |  |                    |                    |                    |
|  | (Die Teams werden nach der ersten Runde neu gesetzt.) |                          |                          |                    |                       |                       | E7                    | Buffalo Sabres | 2            |                   |                   |                   |  |  |                    |                    |                    |
|  |                                                       | W1                       | Dallas Stars             | 4                  |                       |                       |                       |                |              |                   |                   |                   |  |  |                    |                    |                    |
|  | 1                                                     | W1                       | Dallas Stars             | 4                  | Dallas Stars          | 4                     |                       | 1              | Dallas Stars | 4                 |                   |                   |  |  |                    |                    |                    |
|  | 1                                                     |                          |                          |                    | Dallas Stars          | 4                     |                       | 1              | Dallas Stars | 4                 |                   |                   |  |  |                    |                    |                    |
|  | 8                                                     | Edmonton Oilers          | 0                        | 5                  | St. Louis Blues       | 2                     |                       |                |              |                   |                   |                   |  |  |                    |                    |                    |
|  | 8                                                     | Edmonton Oilers          | 0                        | 5                  | St. Louis Blues       | 2                     |                       |                |              |                   |                   |                   |  |  |                    |                    |                    |
|  |                                                       |                          |                          |                    |                       |                       |                       |                |              |                   |                   |                   |  |  |                    |                    |                    |
|  | 2                                                     | Colorado Avalanche       | 4                        |                    |                       |                       |                       |                |              |                   |                   |                   |  |  |                    |                    |                    |
|  | 2                                                     | Colorado Avalanche       | 4                        |                    |                       |                       |                       |                |              |                   |                   |                   |  |  |                    |                    |                    |
|  | 7                                                     | San Jose Sharks          | 2                        |                    |                       |                       |                       |                |              |                   |                   |                   |  |  |                    |                    |                    |
|  | 7                                                     | San Jose Sharks          | 2                        | 1                  | Dallas Stars          | 4                     |                       |                |              |                   |                   |                   |  |  |                    |                    |                    |
|  |                                                       |                          |                          | 1                  | Dallas Stars          | 4                     |                       |                |              |                   |                   |                   |  |  |                    |                    |                    |
|  |                                                       | 2                        | Colorado Avalanche       | 3                  |                       |                       |                       |                |              |                   |                   |                   |  |  |                    |                    |                    |
|  | 3                                                     | 2                        | Colorado Avalanche       | 3                  | Detroit Red Wings     | 4                     |                       |                |              |                   |                   |                   |  |  |                    |                    |                    |
|  | 3                                                     |                          |                          |                    | Detroit Red Wings     | 4                     |                       |                |              |                   |                   |                   |  |  |                    |                    |                    |
|  | 6                                                     | Mighty Ducks of Anaheim  | 0                        | Western Conference | Western Conference    | Western Conference    |                       |                |              |                   |                   |                   |  |  |                    |                    |                    |
|  | 6                                                     | Mighty Ducks of Anaheim  | 0                        | Western Conference | Western Conference    | Western Conference    |                       |                |              |                   |                   |                   |  |  |                    |                    |                    |
|  |                                                       |                          |                          |                    |                       |                       |                       |                |              |                   |                   |                   |  |  |                    |                    |                    |
|  | 4                                                     | Phoenix Coyotes          | 3                        | 2                  | Colorado Avalanche    | 4                     |                       |                |              |                   |                   |                   |  |  |                    |                    |                    |
|  | 5                                                     | St. Louis Blues          | 4                        | 3                  | Detroit Red Wings     | 2                     |                       |                |              |                   |                   |                   |  |  |                    |                    |                    |

## Conference-Viertelfinale

### Eastern Conference

#### (1) New Jersey Devils – (8) Pittsburgh Penguins
| 22. April 1999 | New Jersey Devils Petr Sýkora (7:35) Petr Sýkora (34:55) Jay Pandolfo (59:29) | 3:1 (1:1, 1:0, 1:0) Spielbericht Stand: 1:0 | Pittsburgh Penguins Jan Hrdina (7:20) | Continental Airlines Arena, East Rutherford, New Jersey Zuschauer: 16.209 |

| 24. April 1999 | New Jersey Devils Dave Andreychuk (51:41) | 1:4 (0:1, 0:2, 1:1) Spielbericht Stand: 1:1 | Pittsburgh Penguins Alexei Morosow (7:09) Greg Andrusak (23:19) Martin Straka (32:55) Alexei Kowaljow (41:41) | Continental Airlines Arena, East Rutherford, New Jersey Zuschauer: 17.398 |

| 25. April 1999 | Pittsburgh Penguins Martin Straka (5:56) Martin Straka (40:13) Alexei Kowaljow (40:40) Martin Straka (59:43) | 4:2 (1:1, 0:1, 3:0) Spielbericht Stand: 2:1 | New Jersey Devils Sergei Brylin (12:51) Jason Arnott (35:43) | Civic Arena, Pittsburgh, Pennsylvania Zuschauer: 15.944 |

| 27. April 1999 | Pittsburgh Penguins Jan Hrdina (2:50) Rob Brown (27:28) | 2:4 (1:2, 1:1, 0:1) Spielbericht Stand: 2:2 | New Jersey Devils Brian Rolston (1:38) Randy McKay (19:18) Sergei Brylin (20:51) Scott Stevens (42:50) | Civic Arena, Pittsburgh, Pennsylvania Zuschauer: 17.129 |

| 30. April 1999 | New Jersey Devils Scott Stevens (16:02) Randy McKay (31:47) Petr Sýkora (41:42) Randy McKay (54:04) | 4:3 (1:0, 1:2, 2:1) Spielbericht Stand: 3:2 | Pittsburgh Penguins Kevin Hatcher (36:08) Alexei Kowaljow (36:21) Kip Miller (59:13) | Continental Airlines Arena, East Rutherford, New Jersey Zuschauer: 18.724 |

| 2. Mai 1999 | Pittsburgh Penguins Martin Straka (26:44) Jaromír Jágr (57:48) Jaromír Jágr (68:59) | 3:2 n. V. (0:1, 0:1, 1:1, 1:0) Spielbericht Stand: 3:3 | New Jersey Devils Sergei Brylin (12:04) Scott Niedermayer (44:34) | Civic Arena, Pittsburgh, Pennsylvania Zuschauer: 15.376 |

| 4. Mai 1999 | New Jersey Devils Jason Arnott (26:22) Dave Andreychuk (47:24) | 2:4 (0:0, 1:3, 1:1) Spielbericht Stand: 3:4 | Pittsburgh Penguins German Titow (23:06) Alexei Kowaljow (37:04) Jan Hrdina (39:43) Martin Straka (54:30) | Continental Airlines Arena, East Rutherford, New Jersey Zuschauer: 19.040 |

#### (2) Ottawa Senators – (7) Buffalo Sabres
| 21. April 2000 | Ottawa Senators Wade Redden (14:46) | 1:2 (1:1, 0:1, 0:0) Spielbericht Stand: 0:1 | Buffalo Sabres Michael Peca (4:32) Curtis Brown (31:24) | Corel Centre, Ottawa, Ontario Zuschauer: 18.500 |

| 23. April 2000 | Ottawa Senators Shawn McEachern (22:53) Daniel Alfredsson (32:04) | 2:3 n. V. (0:1, 2:0, 0:1, 0:0, 0:1) Spielbericht Stand: 0:2 | Buffalo Sabres Joé Juneau (0:58) Miroslav Šatan (46:43) Miroslav Šatan (90:35) | Corel Centre, Ottawa, Ontario Zuschauer: 18.500 |

| 25. April 2000 | Buffalo Sabres Dixon Ward (4:06) Brian Holzinger (27:47) Brian Holzinger (32:33) | 3:0 (1:0, 2:0, 0:0) Spielbericht Stand: 3:0 | Ottawa Senators | Marine Midland Arena, Buffalo, New York Zuschauer: 18.595 |

| 27. April 2000 | Buffalo Sabres Erik Rasmussen (8:29) Václav Varaďa (10:17) Václav Varaďa (29:30) Alexei Schitnik (46:44) | 4:3 (2:0, 1:2, 1:1) Spielbericht Stand: 4:0 | Ottawa Senators Jason York (26:24) Shawn McEachern (30:32) Nelson Emerson (54:24) | Marine Midland Arena, Buffalo, New York Zuschauer: 18.595 |

#### (3) Carolina Hurricanes – (6) Boston Bruins
| 22. April 1999 | Carolina Hurricanes | 0:2 (0:0, 0:0, 0:2) Spielbericht Stand: 0:1 | Boston Bruins Rob DiMaio (41:50) Ken Belanger (47:37) | Greensboro Coliseum, Greensboro, North Carolina Zuschauer: 11.059 |

| 24. April 1999 | Carolina Hurricanes Ray Sheppard (28:24) Robert Kron (54:28) Ray Sheppard (77:05) | 3:2 n. V. (0:0, 1:1, 1:1, 1:0) Spielbericht Stand: 1:1 | Boston Bruins Sergei Samsonow (22:56) Steve Heinze (48:32) | Greensboro Coliseum, Greensboro, North Carolina Zuschauer: 11.059 |

| 26. April 1999 | Boston Bruins Sergei Samsonow (9:48) Anson Carter (33:07) | 2:3 (1:1, 1:1, 0:1) Spielbericht Stand: 1:2 | Carolina Hurricanes Gary Roberts (1:05) Ray Sheppard (35:20) Robert Kron (42:54) | FleetCenter, Boston, Massachusetts Zuschauer: 17.565 |

| 28. April 1999 | Boston Bruins Don Sweeney (38:18) Landon Wilson (43:54) Steve Heinze (51:26) Rob DiMaio (59:23) | 4:1 (0:1, 1:0, 3:0) Spielbericht Stand: 2:2 | Carolina Hurricanes Ray Sheppard (4:21) | FleetCenter, Boston, Massachusetts Zuschauer: 17.565 |

| 30. April 1999 | Carolina Hurricanes Steve Chiasson (3:49) Ray Sheppard (35:19) Sami Kapanen (58:15) | 3:4 n. V. (1:0, 1:0, 1:3, 0:0, 0:1) Spielbericht Stand: 2:3 | Boston Bruins Ray Bourque (40:34) Darren Van Impe (41:59) P. J. Axelsson (42:26) Anson Carter (94:45) | Greensboro Coliseum, Greensboro, North Carolina Zuschauer: 11.059 |

| 2. Mai 1999 | Boston Bruins Joe Thornton (8:58) Anson Carter (28:13) | 2:0 (1:0, 1:0, 0:0) Spielbericht Stand: 4:2 | Carolina Hurricanes | FleetCenter, Boston, Massachusetts Zuschauer: 17.565 |

#### (4) Toronto Maple Leafs – (5) Philadelphia Flyers
| 22. April 1999 | Toronto Maple Leafs | 0:3 (0:1, 0:1, 0:1) Spielbericht Stand: 0:1 | Philadelphia Flyers Waleri Selepukin (15:32) John LeClair (31:32) Éric Desjardins (59:43) | Air Canada Centre, Toronto, Ontario Zuschauer: 18.800 |

| 24. April 1999 | Toronto Maple Leafs Steve Thomas (58:01) Mats Sundin (59:07) | 2:1 (0:1, 0:0, 2:0) Spielbericht Stand: 1:1 | Philadelphia Flyers Keith Jones (11:09) | Air Canada Centre, Toronto, Ontario Zuschauer: 18.800 |

| 26. April 1999 | Philadelphia Flyers Karl Dykhuis (16:16) | 1:2 (1:1, 0:1, 0:0) Spielbericht Stand: 1:2 | Toronto Maple Leafs Mike Johnson (16:26) Steve Thomas (20:40) | First Union Center, Philadelphia, Pennsylvania Zuschauer: 19.595 |

| 28. April 1999 | Philadelphia Flyers Craig Berube (6:28) John LeClair (11:44) Éric Desjardins (23:19) John LeClair (37:57) Rod Brind’Amour (59:38) | 5:2 (2:2, 2:0, 1:0) Spielbericht Stand: 2:2 | Toronto Maple Leafs Sergei Beresin (9:47) Steve Sullivan (12:22) | First Union Center, Philadelphia, Pennsylvania Zuschauer: 19.703 |

| 30. April 1999 | Toronto Maple Leafs Dmitri Juschkewitsch (9:16) Yanic Perreault (71:51) | 2:1 n. V. (1:1, 0:0, 0:0, 1:0) Spielbericht Stand: 3:2 | Philadelphia Flyers Keith Jones (1:52) | Air Canada Centre, Toronto, Ontario Zuschauer: 18.800 |

| 2. Mai 1999 | Philadelphia Flyers | 0:1 (0:0, 0:0, 0:1) Spielbericht Stand: 2:4 | Toronto Maple Leafs Sergei Beresin (59:00) | First Union Center, Philadelphia, Pennsylvania Zuschauer: 19.706 |

### Western Conference

#### (1) Dallas Stars – (8) Edmonton Oilers
| 21. April 1999 | Dallas Stars Jere Lehtinen (40:13) Guy Carbonneau (53:07) | 2:1 (0:0, 0:1, 2:0) Spielbericht Stand: 1:0 | Edmonton Oilers Rem Murray (38:54) | Reunion Arena, Dallas, Texas Zuschauer: 17.001 |

| 23. April 1999 | Dallas Stars Guy Carbonneau (22:34) Jere Lehtinen (50:20) Jamie Langenbrunner (54:22) | 3:2 (1:0, 0:0, 2:2) Spielbericht Stand: 2:0 | Edmonton Oilers Mike Grier (48:32) Doug Weight (56:49) | Reunion Arena, Dallas, Texas Zuschauer: 17.001 |

| 25. April 1999 | Edmonton Oilers Ryan Smyth (15:25) Ryan Smyth (40:24) | 2:3 (1:0, 0:0, 1:3) Spielbericht Stand: 0:3 | Dallas Stars Mike Keane (46:15) Mike Modano (50:20) Joe Nieuwendyk (52:32) | Skyreach Centre, Edmonton, Alberta Zuschauer: 17.100 |

| 27. April 1999 | Edmonton Oilers Ryan Smyth (24:47) Todd Marchant (46:33) | 2:3 n. V. (0:0, 1:1, 1:1, 0:0, 0:0, 0:1) Spielbericht Stand: 0:4 | Dallas Stars Joe Nieuwendyk (39:22) Jamie Langenbrunner (51:05) Joe Nieuwendyk (117:34) | Skyreach Centre, Edmonton, Alberta Zuschauer: 17.100 |

#### (2) Colorado Avalanche – (7) San Jose Sharks
| 24. April 1999 | San Jose Sharks Jeff Friesen (54:05) | 1:3 (0:1, 0:1, 1:1) Spielbericht Stand: 0:1 | Colorado Avalanche Joe Sakic (16:16) Sandis Ozoliņš (34:39) Joe Sakic (42:26) | San Jose Arena, San José, Kalifornien Anm. Zuschauer: 17.483 |

| 26. April 1999 | San Jose Sharks Vincent Damphousse (43:02) | 1:2 n. V. (0:0, 0:0, 1:1, 0:1) Spielbericht Stand: 0:2 | Colorado Avalanche Adam Foote (54:20) Milan Hejduk (67:53) | San Jose Arena, San José, Kalifornien Anm. Zuschauer: 17.483 |

| 28. April 1999 | Colorado Avalanche Peter Forsberg (26:08) Adam Deadmarsh (58:09) | 2:4 (0:1, 1:0, 1:3) Spielbericht Stand: 2:1 | San Jose Sharks Mike Ricci (15:18) Marco Sturm (49:52) Marco Sturm (53:08) Owen Nolan (59:21) | McNichols Sports Arena, Denver, Colorado Anm. Zuschauer: 16.061 |

| 30. April 1999 | Colorado Avalanche Adam Deadmarsh (7:27) Adam Foote (24:53) Milan Hejduk (35:35) | 3:7 (1:0, 2:3, 0:4) Spielbericht Stand: 2:2 | San Jose Sharks Tony Granato (29:38) Bill Houlder (30:06) Patrick Marleau (38:01) Alexander Koroljuk (41:54) Vincent Damphousse (44:17) Mike Ricci (48:55) Vincent Damphousse (52:01) | McNichols Sports Arena, Denver, Colorado Anm. Zuschauer: 16.061 |

| 1. Mai 1999 | Colorado Avalanche Peter Forsberg (4:31) Theoren Fleury (31:15) Joe Sakic (32:55) Claude Lemieux (33:44) Adam Deadmarsh (39:58) Theoren Fleury (48:27) | 6:2 (1:0, 4:0, 1:2) Spielbericht Stand: 3:2 | San Jose Sharks Patrick Marleau (44:35) Bill Houlder (59:36) | McNichols Sports Arena, Denver, Colorado Zuschauer: 16.051 |

| 3. Mai 1999 | San Jose Sharks Bill Houlder (36:29) Jeff Friesen (51:51) | 2:3 n. V. (0:0, 1:1, 1:1, 0:1) Spielbericht Stand: 2:4 | Colorado Avalanche Theoren Fleury (32:52) Sandis Ozoliņš (53:29) Milan Hejduk (73:12) | San Jose Arena, San José, Kalifornien Zuschauer: 17.483 |

#### (3) Detroit Red Wings – (6) Mighty Ducks of Anaheim
| 21. April 1999 | Detroit Red Wings Steve Yzerman (11:06) Wendel Clark (17:30) Steve Yzerman (20:31) Doug Brown (36:49) Steve Yzerman (58:42) | 5:3 (2:1, 2:1, 1:1) Spielbericht Stand: 1:0 | Mighty Ducks of Anaheim Marty McInnis (6:41) Paul Kariya (21:45) Teemu Selänne (53:03) | Joe Louis Arena, Detroit, Michigan Zuschauer: 19.983 |

| 23. April 1999 | Detroit Red Wings Brendan Shanahan (1:00) Brendan Shanahan (10:14) Tomas Holmström (13:43) Doug Brown (19:17) Steve Yzerman (29:42) | 5:1 (4:0, 1:0, 0:1) Spielbericht Stand: 2:0 | Mighty Ducks of Anaheim Teemu Selänne (49:11) | Joe Louis Arena, Detroit, Michigan Zuschauer: 19.983 |

| 25. April 1999 | Mighty Ducks of Anaheim Marty McInnis (9:33) Jason Marshall (15:14) | 2:4 (2:1, 0:2, 0:1) Spielbericht Stand: 0:3 | Detroit Red Wings Sergei Fjodorow (1:43) Tomas Holmström (21:51) Steve Yzerman (24:24) Wjatscheslaw Koslow (41:54) | Arrowhead Pond of Anaheim, Anaheim, Kalifornien Zuschauer: 17.174 |

| 27. April 1999 | Mighty Ducks of Anaheim | 0:3 (0:0, 0:1, 0:2) Spielbericht Stand: 0:4 | Detroit Red Wings Tomas Holmström (36:44) Brendan Shanahan (51:51) Wjatscheslaw Koslow (54:57) | Arrowhead Pond of Anaheim, Anaheim, Kalifornien Zuschauer: 17.174 |

#### (4) Phoenix Coyotes – (5) St. Louis Blues
| 22. April 1999 | Phoenix Coyotes Robert Reichel (58:08) | 1:3 (0:1, 0:1, 1:1) Spielbericht Stand: 0:1 | St. Louis Blues Al MacInnis (2:22) Jamie Rivers (37:24) Scott Pellerin (59:18) | America West Arena, Phoenix, Arizona Zuschauer: 16.210 |

| 24. April 1999 | Phoenix Coyotes Dallas Drake (25:53) Teppo Numminen (42:15) Keith Carney (54:26) Shane Doan (68:58) | 4:3 n. V. (0:1, 1:1, 2:1, 1:0) Spielbericht Stand: 1:1 | St. Louis Blues Al MacInnis (5:31) Pierre Turgeon (32:43) Pavol Demitra (56:42) | America West Arena, Phoenix, Arizona Zuschauer: 16.210 |

| 25. April 1999 | St. Louis Blues Pavol Demitra (36:43) Terry Yake (36:55) Geoff Courtnall (45:51) Blair Atcheynum (59:45) | 4:5 (0:3, 2:1, 2:1) Spielbericht Stand: 1:2 | Phoenix Coyotes Dallas Drake (3:46) Keith Tkachuk (7:19) Louie DeBrusk (8:31) Louie DeBrusk (22:35) Shane Doan (59:09) | Kiel Center, St. Louis, Missouri Zuschauer: 17.539 |

| 27. April 1999 | St. Louis Blues Pascal Rhéaume (25:58) | 1:2 (0:0, 1:2, 0:0) Spielbericht Stand: 1:3 | Phoenix Coyotes Greg Adams (31:00) Dallas Drake (39:25) | Kiel Center, St. Louis, Missouri Zuschauer: 19.529 |

| 30. April 1999 | Phoenix Coyotes Dallas Drake (36:25) | 1:2 n. V. (0:0, 1:0, 0:1, 0:1) Spielbericht Stand: 3:2 | St. Louis Blues Al MacInnis (51:50) Scott Young (65:43) | America West Arena, Phoenix, Arizona Zuschauer: 16.210 |

| 2. Mai 1999 | St. Louis Blues Craig Conroy (2:56) Scott Young (8:25) Chris Pronger (37:00) Jeff Finley (48:59) Craig Conroy (55:49) | 5:3 (2:1, 1:2, 2:0) Spielbericht Stand: 3:3 | Phoenix Coyotes Mike Stapleton (2:20) Steve Leach (32:18) Teppo Numminen (33:58) | Kiel Center, St. Louis, Missouri Zuschauer: 16.629 |

| 4. Mai 1999 | Phoenix Coyotes | 0:1 n. V. (0:0, 0:0, 0:0, 0:1) Spielbericht Stand: 3:4 | St. Louis Blues Pierre Turgeon (77:59) | America West Arena, Phoenix, Arizona Zuschauer: 16.210 |

## Conference-Halbfinale

### Eastern Conference

#### (4) Toronto Maple Leafs – (8) Pittsburgh Penguins
| 7. Mai 1999 | Toronto Maple Leafs | 0:2 (0:1, 0:0, 0:1) Spielbericht Stand: 0:1 | Pittsburgh Penguins Dan Kesa (10:52) German Titow (59:23) | Air Canada Centre, Toronto, Ontario Zuschauer: 18.800 |

| 9. Mai 1999 | Toronto Maple Leafs Lonny Bohonos (6:06) Mats Sundin (14:41) Mats Sundin (31:49) Steve Thomas (56:50) | 4:2 (2:0, 1:1, 1:1) Spielbericht Stand: 1:1 | Pittsburgh Penguins Kip Miller (29:12) German Titow (52:42) | Air Canada Centre, Toronto, Ontario Zuschauer: 18.800 |

| 11. Mai 1999 | Pittsburgh Penguins Kevin Hatcher (30:42) Bobby Dollas (32:45) Jaromír Jágr (49:03) Jiří Šlégr (50:43) | 4:3 (0:0, 2:3, 2:0) Spielbericht Stand: 2:1 | Toronto Maple Leafs Mike Johnson (28:21) Derek King (32:19) Adam Mair (32:58) | Civic Arena, Pittsburgh, Pennsylvania Zuschauer: 17.118 |

| 13. Mai 1999 | Pittsburgh Penguins Jaromír Jágr (5:00) Brad Werenka (47:10) | 2:3 n. V. (1:0, 0:1, 1:1, 0:1) Spielbericht Stand: 2:2 | Toronto Maple Leafs Mats Sundin (36:57) Lonny Bohonos (45:28) Sergei Beresin (62:18) | Civic Arena, Pittsburgh, Pennsylvania Zuschauer: 17.142 |

| 15. Mai 1999 | Toronto Maple Leafs Sylvain Côté (7:04) Mike Johnson (10:48) Steve Thomas (33:44) Sergei Beresin (55:00) | 4:1 (2:0, 1:1, 1:0) Spielbericht Stand: 3:2 | Pittsburgh Penguins Jan Hrdina (34:13) | Air Canada Centre, Toronto, Ontario Zuschauer: 18.800 |

| 17. Mai 1999 | Pittsburgh Penguins Rob Brown (5:04) Alexei Kowaljow (14:06) Jaromír Jágr (34:41) | 3:4 n. V. (2:0, 1:3, 0:0, 0:1) Spielbericht Stand: 2:4 | Toronto Maple Leafs Lonny Bohonos (23:26) Garry Valk (23:52) Sergei Beresin (31:43) Garry Valk (61:57) | Civic Arena, Pittsburgh, Pennsylvania Zuschauer: 17.087 |

#### (6) Boston Bruins – (7) Buffalo Sabres
| 6. Mai 1999 | Boston Bruins Jason Allison (13:59) Dmytro Chrystytsch (35:21) Joe Thornton (39:46) Dmytro Chrystytsch (59:48) | 4:2 (1:0, 2:1, 1:1) Spielbericht Stand: 1:0 | Buffalo Sabres Alexei Schitnik (38:09) Jason Woolley (49:37) | Fleet Center, Boston, Massachusetts Zuschauer: 17.565 |

| 9. Mai 1999 | Boston Bruins Don Sweeney (54:03) | 1:3 (0:1, 0:1, 1:1) Spielbericht Stand: 1:1 | Buffalo Sabres Michael Peca (1:51) Curtis Brown (25:57) Dixon Ward (59:23) | Fleet Center, Boston, Massachusetts Zuschauer: 17.565 |

| 12. Mai 1999 | Buffalo Sabres Jason Woolley (1:37) Rhett Warrener (46:44) Dixon Ward (49:38) | 3:2 (1:2, 0:0, 2:0) Spielbericht Stand: 2:1 | Boston Bruins Steve Heinze (8:47) Anson Carter (12:48) | Marine Midland Arena, Buffalo, New York Zuschauer: 18.595 |

| 14. Mai 1999 | Buffalo Sabres Alexei Schitnik (28:20) Václav Varaďa (39:43) Michael Peca (51:39) | 3:0 (0:0, 2:0, 1:0) Spielbericht Stand: 3:1 | Boston Bruins | Marine Midland Arena, Buffalo, New York Zuschauer: 18.595 |

| 16. Mai 1999 | Boston Bruins Don Sweeney (9:01) Sergei Samsonow (21:15) Mattias Timander (30:19) Dmytro Chrystytsch (33:34) Jason Allison (59:17) | 5:3 (1:1, 3:0, 1:2) Spielbericht Stand: 2:3 | Buffalo Sabres Curtis Brown (0:37) Wayne Primeau (44:58) Joé Juneau (53:25) | Fleet Center, Boston, Massachusetts Zuschauer: 17.565 |

| 18. Mai 1999 | Buffalo Sabres Michael Peca (5:15) Wayne Primeau (17:29) Curtis Brown (21:08) | 3:2 (2:1, 1:0, 0:1) Spielbericht Stand: 4:2 | Boston Bruins Steve Heinze (12:49) Joe Thornton (58:57) | Marine Midland Arena, Buffalo, New York Zuschauer: 18.595 |

### Western Conference

#### (1) Dallas Stars – (5) St. Louis Blues
| 6. Mai 1999 | Dallas Stars Pat Verbeek (2:25) Brett Hull (20:49) Mike Modano (59:28) | 3:0 (1:0, 1:0, 1:0) Spielbericht Stand: 1:0 | St. Louis Blues | Reunion Arena, Dallas, Texas Zuschauer: 17.001 |

| 8. Mai 1999 | Dallas Stars Jamie Langenbrunner (7:50) Joe Nieuwendyk (25:35) Mike Keane (29:54) Jere Lehtinen (44:22) Joe Nieuwendyk (68:22) | 5:4 n. V. (1:1, 2:3, 1:0, 1:0) Spielbericht Stand: 2:0 | St. Louis Blues Pavol Demitra (19:27) Scott Young (20:53) Pierre Turgeon (34:23) Pavol Demitra (37:29) | Reunion Arena, Dallas, Texas Zuschauer: 17.001 |

| 10. Mai 1999 | St. Louis Blues Mike Eastwood (22:48) Jochen Hecht (44:52) Pavol Demitra (62:43) | 3:2 n. V. (0:1, 1:0, 1:1, 1:0) Spielbericht Stand: 1:2 | Dallas Stars Brett Hull (3:07) Darryl Sydor (49:08) | Kiel Center, St. Louis, Missouri Zuschauer: 19.826 |

| 12. Mai 1999 | St. Louis Blues Jochen Hecht (25:02) Geoff Courtnall (27:41) Pierre Turgeon (65:52) | 3:2 n. V. (0:1, 2:0, 0:1, 1:0) Spielbericht Stand: 2:2 | Dallas Stars Mike Modano (0:59) Jere Lehtinen (40:40) | Kiel Center, St. Louis, Missouri Zuschauer: 20.341 |

| 15. Mai 1999 | Dallas Stars Jere Lehtinen (3:47) Jamie Langenbrunner (9:43) Joe Nieuwendyk (30:52) | 3:1 (2:0, 1:1, 0:0) Spielbericht Stand: 3:2 | St. Louis Blues Scott Young (31:19) | Reunion Arena, Dallas, Texas Zuschauer: 17.001 |

| 17. Mai 1999 | St. Louis Blues Al MacInnis (26:51) | 1:2 n. V. (0:0, 1:0, 0:1, 0:1) Spielbericht Stand: 2:4 | Dallas Stars Derek Plante (53:58) Mike Modano (62:21) | Kiel Center, St. Louis, Missouri Zuschauer: 20.355 |

#### (2) Colorado Avalanche – (3) Detroit Red Wings
| 7. Mai 1999 | Colorado Avalanche Theoren Fleury (10:51) Adam Deadmarsh (12:34) | 2:3 n. V. (2:1, 0:1, 0:0, 0:1) Spielbericht Stand: 0:1 | Detroit Red Wings Steve Yzerman (3:54) Wjatscheslaw Koslow (36:30) Kirk Maltby (64:18) | McNichols Sports Arena, Denver, Colorado Zuschauer: 16.061 |

| 9. Mai 1999 | Colorado Avalanche | 0:4 (0:1, 0:1, 0:2) Spielbericht Stand: 0:2 | Detroit Red Wings Steve Yzerman (6:11) Steve Yzerman (25:35) Nicklas Lidström (50:45) Wendel Clark (51:23) | McNichols Sports Arena, Denver, Colorado Zuschauer: 16.061 |

| 11. Mai 1999 | Detroit Red Wings Steve Yzerman (7:07) Tomas Holmström (29:09) Wjatscheslaw Koslow (59:25) | 3:5 (1:2, 1:3, 1:0) Spielbericht Stand: 2:1 | Colorado Avalanche Claude Lemieux (11:00) Theoren Fleury (16:59) Dale Hunter (22:50) Chris Drury (23:42) Aaron Miller (25:05) | Joe Louis Arena, Detroit, Michigan Zuschauer: 19.983 |

| 13. Mai 1999 | Detroit Red Wings Wjatscheslaw Koslow (54:40) Wjatscheslaw Koslow (59:17) | 2:6 (0:1, 0:2, 2:3) Spielbericht Stand: 2:2 | Colorado Avalanche Chris Drury (1:28) Adam Deadmarsh (27:07) Milan Hejduk (34:04) Peter Forsberg (48:21) Waleri Kamenski (51:28) Adam Deadmarsh (56:36) | Joe Louis Arena, Detroit, Michigan Zuschauer: 19.983 |

| 16. Mai 1999 | Colorado Avalanche Jeff Odgers (11:06) Adam Deadmarsh (24:23) Peter Forsberg (27:19) | 3:0 (1:0, 2:0, 0:0) Spielbericht Stand: 3:2 | Detroit Red Wings | McNichols Sports Arena, Denver, Colorado Zuschauer: 16.061 |

| 18. Mai 1999 | Detroit Red Wings Nicklas Lidström (37:24) Darren McCarty (37:53) | 2:5 (0:1, 2:3, 0:1) Spielbericht Stand: 2:4 | Colorado Avalanche Peter Forsberg (16:15) Milan Hejduk (24:12) Chris Drury (25:46) Joe Sakic (28:14) Peter Forsberg (53:31) | Joe Louis Arena, Detroit, Michigan Zuschauer: 19.983 |

## Conference-Finale

### Eastern Conference

#### (4) Toronto Maple Leafs – (7) Buffalo Sabres
| 23. Mai 1999 | Toronto Maple Leafs Mats Sundin (4:32) Mats Sundin (25:47) Bryan Berard (30:30) Steve Thomas (53:59) | 4:5 (1:2, 2:1, 1:2) Spielbericht Stand: 0:1 | Buffalo Sabres Václav Varaďa (4:23) Dixon Ward (7:48) Stu Barnes (34:37) Curtis Brown (45:21) Geoff Sanderson (51:02) | Air Canada Centre, Toronto, Ontario Zuschauer: 18.800 |

| 25. Mai 1999 | Toronto Maple Leafs Steve Sullivan (10:28) Sylvain Côté (10:46) Sergei Beresin (35:25) Yanic Perreault (41:57) Steve Thomas (52:17) Garry Valk (59:30) | 6:3 (2:0, 1:1, 3:2) Spielbericht Stand: 1:1 | Buffalo Sabres Jason Woolley (30:03) Stu Barnes (46:53) Stu Barnes (49:47) | Air Canada Centre, Toronto, Ontario Zuschauer: 18.800 |

| 27. Mai 1999 | Buffalo Sabres Miroslav Šatan (23:07) Joé Juneau (23:45) Stu Barnes (27:38) Curtis Brown (59:31) | 4:2 (0:1, 3:1, 1:0) Spielbericht Stand: 2:1 | Toronto Maple Leafs Yanic Perreault (16:08) Alexander Karpowzew (33:09) | Marine Midland Arena, Buffalo, New York Zuschauer: 18.595 |

| 29. Mai 1999 | Buffalo Sabres Dixon Ward (16:15) Brian Holzinger (22:51) Rob Ray (25:04) Geoff Sanderson (25:26) Geoff Sanderson (34:10) | 5:2 (1:0, 4:0, 0:2) Spielbericht Stand: 3:1 | Toronto Maple Leafs Mats Sundin (46:59) Mats Sundin (58:03) | Marine Midland Arena, Buffalo, New York Zuschauer: 18.595 |

| 31. Mai 1999 | Toronto Maple Leafs Steve Sullivan (20:33) Kris King (32:54) | 2:4 (0:0, 2:2, 0:2) Spielbericht Stand: 1:4 | Buffalo Sabres Curtis Brown (27:14) Václav Varaďa (36:44) Erik Rasmussen (51:35) Dixon Ward (58:58) | Air Canada Centre, Toronto, Ontario Zuschauer: 18.800 |

### Western Conference

#### (1) Dallas Stars – (2) Colorado Avalanche
| 22. Mai 1999 | Dallas Stars Brett Hull (8:42) | 1:2 (1:0, 0:1, 0:1) Spielbericht Stand: 0:1 | Colorado Avalanche Peter Forsberg (34:07) Waleri Kamenski (54:02) | Reunion Arena, Dallas, Texas Zuschauer: 17.001 |

| 24. Mai 1999 | Dallas Stars Dave Reid (14:11) Sergei Subow (24:56) Joe Nieuwendyk (51:52) Mike Modano (56:28) | 4:2 (1:1, 1:1, 2:0) Spielbericht Stand: 1:1 | Colorado Avalanche Sandis Ozoliņš (10:32) Milan Hejduk (34:59) | Reunion Arena, Dallas, Texas Zuschauer: 17.001 |

| 26. Mai 1999 | Colorado Avalanche | 0:3 (0:0, 0:1, 0:2) Spielbericht Stand: 1:2 | Dallas Stars Joe Nieuwendyk (22:22) Jamie Langenbrunner (50:44) Dave Reid (56:05) | McNichols Sports Arena, Denver, Colorado Zuschauer: 16.061 |

| 28. Mai 1999 | Colorado Avalanche Joe Sakic (4:06) Shjon Podein (4:54) Chris Drury (79:29) | 3:2 n. V. (2:0, 0:1, 0:1, 1:0) Spielbericht Stand: 2:2 | Dallas Stars Jamie Langenbrunner (29:48) Brett Hull (56:07) | McNichols Sports Arena, Denver, Colorado Zuschauer: 16.061 |

| 30. Mai 1999 | Dallas Stars Mike Keane (12:00) Darryl Sydor (15:05) Joe Nieuwendyk (21:51) Brett Hull (49:32) Pat Verbeek (50:57) | 5:7 (2:2, 1:2, 2:3) Spielbericht Stand: 2:3 | Colorado Avalanche Waleri Kamenski (3:28) Sandis Ozoliņš (19:27) Chris Drury (23:25) Adam Deadmarsh (30:26) Waleri Kamenski (47:26) Chris Drury (53:16) Peter Forsberg (59:26) | Reunion Arena, Dallas, Texas Zuschauer: 17.001 |

| 1. Juni 1999 | Colorado Avalanche Claude Lemieux (19:25) | 1:4 (1:0, 0:1, 0:3) Spielbericht Stand: 3:3 | Dallas Stars Jere Lehtinen (21:55) Jamie Langenbrunner (46:49) Jamie Langenbrunner (57:15) Richard Matvichuk (57:29) | McNichols Sports Arena, Denver, Colorado Zuschauer: 16.061 |

| 4. Juni 1999 | Dallas Stars Jamie Langenbrunner (8:25) Mike Keane (31:13) Mike Keane (35:18) Jere Lehtinen (46:18) | 4:1 (1:0, 2:0, 1:1) Spielbericht Stand: 4:3 | Colorado Avalanche Joe Sakic (53:58) | Reunion Arena, Dallas, Texas Zuschauer: 17.001 |

## Stanley-Cup-Finale

### (W1) Dallas Stars – (E7) Buffalo Sabres
| 8. Juni 1999 | Dallas Stars Brett Hull (10:17) Jere Lehtinen (59:11) | 2:3 n. V. (1:0, 0:0, 1:2, 0:1) Spielbericht Stand: 0:1 | Buffalo Sabres Stu Barnes (48:33) Keith Primeau (53:37) Jason Woolley (75:30) | Reunion Arena, Dallas, Texas Zuschauer: 17.001 |

| 10. Juni 1999 | Dallas Stars Jamie Langenbrunner (38:26) Craig Ludwig (44:25) Brett Hull (57:10) Derian Hatcher (59:34) | 4:2 (0:0, 1:1, 3:1) Spielbericht Stand: 1:1 | Buffalo Sabres Michael Peca (27:22) Alexei Schitnik (45:36) | Reunion Arena, Dallas, Texas Zuschauer: 17.001 |

| 12. Juni 1999 | Buffalo Sabres Stu Barnes (27:51) | 1:2 (0:0, 1:1, 0:1) Spielbericht Stand: 1:2 | Dallas Stars Joe Nieuwendyk (35:33) Joe Nieuwendyk (49:35) | Marine Midland Arena, Buffalo, New York Zuschauer: 18.595 |

| 15. Juni 1999 | Buffalo Sabres Geoff Sanderson (8:09) Dixon Ward (27:37) | 2:1 (1:1, 1:0, 0:0) Spielbericht Stand: 2:2 | Dallas Stars Jere Lehtinen (10:14) | Marine Midland Arena, Buffalo, New York Zuschauer: 18.595 |

| 17. Juni 1999 | Dallas Stars Darryl Sydor (22:23) Pat Verbeek (55:21) | 2:0 (0:0, 1:0, 1:0) Spielbericht Stand: 3:2 | Buffalo Sabres | Reunion Arena, Dallas, Texas Zuschauer: 17.001 |

| 19. Juni 1999 | Buffalo Sabres Stu Barnes (38:21) | 1:2 n. V. (0:1, 1:0, 0:0, 0:0, 0:0, 0:1) Spielbericht Stand: 2:4 | Dallas Stars Jere Lehtinen (8:09) Brett Hull (114:51) | Marine Midland Arena, Buffalo, New York Zuschauer: 18.595 |

### Stanley-Cup-Sieger
Der Stanley-Cup-Sieger Dallas Stars ließ traditionell insgesamt 47 Personen, davon 25 Spieler sowie einige Funktionäre, darunter der Trainerstab und das Management, auf den Sockel der Trophäe eingravieren. Unter diesen war als Assistenztrainer Doug Jarvis, der den Stanley Cup als Spieler bereits viermal gewinnen konnte. Für die Spieler gilt dabei, dass sie entweder 41 Partien für die Mannschaft in der regulären Saison bestritten haben sollten oder eine Partie in der Finalserie. Dabei gibt es aber auch immer wieder Ausnahmeregelungen. Von einer solchen profitierte Brent Severyn, der verletzungsbedingt nur 30 Spiele bestritten hatte. Keine Ausnahme machte man für Doug Lidster und Brad Lukowich. Beide verteidigten auch in den Playoffs für die Stars.
Die 25 Spieler der Stars setzen sich aus zwei Torhütern, sieben Verteidigern und 16 Angreifern zusammen, darunter mit Jere Lehtinen, Roman Turek und Sergei Subow drei Europäer. Die letzte Finalteilnahme der Stars war noch vor dem Umzug des Teams aus Minnesota 1991. Mit Mike Modano und Shawn Chambers waren noch zwei Spieler im Kader, die schon damals mit von der Partie waren.
| Stanley-Cup-Sieger Dallas Stars | Torhüter: Ed Belfour, Roman Turek Verteidiger: Shawn Chambers, Derian Hatcher (C), Craig Ludwig, Richard Matvichuk, Brent Severyn, Darryl Sydor, Sergei Subow Angreifer: Guy Carbonneau, Benoît Hogue, Tony Hrkac, Brett Hull, Mike Keane, Jamie Langenbrunner, Jere Lehtinen, Grant Marshall, Mike Modano, Joe Nieuwendyk, Derek Plante, Dave Reid, Jon Sim, Brian Skrudland, Blake Sloan, Pat Verbeek Cheftrainer: Ken Hitchcock General Manager: Bob Gainey |

## Beste Scorer
Abkürzungen: GP = Spiele, G = Tore, A = Assists, Pts = Punkte, +/− = Plus/Minus, PIM = Strafminuten; Fett: Bestwert
| Spieler             | Team       | GP | G  | A  | Pts | +/− | PIM |
| ------------------- | ---------- | -- | -- | -- | --- | --- | --- |
| Peter Forsberg      | Colorado   | 19 | 8  | 16 | 24  | +7  | 31  |
| Mike Modano         | Dallas     | 23 | 5  | 18 | 23  | +6  | 16  |
| Joe Nieuwendyk      | Dallas     | 23 | 11 | 10 | 21  | +7  | 19  |
| Joe Sakic           | Colorado   | 19 | 6  | 13 | 19  | −2  | 8   |
| Jamie Langenbrunner | Dallas     | 23 | 10 | 7  | 17  | +7  | 16  |
| Theoren Fleury      | Colorado   | 18 | 5  | 12 | 17  | −2  | 20  |
| Mats Sundin         | Toronto    | 17 | 8  | 8  | 16  | +2  | 16  |
| Brett Hull          | Dallas     | 22 | 8  | 7  | 15  | +3  | 4   |
| Martin Straka       | Pittsburgh | 13 | 6  | 9  | 15  | ±0  | 6   |
| Alexei Schitnik     | Buffalo    | 21 | 4  | 11 | 15  | −6  | 52  |
| Jason Woolley       | Buffalo    | 21 | 4  | 11 | 15  | ±0  | 10  |

Die Plus/Minus-Wertung führten Jay McKee (Buffalo) und Sergei Subow (Dallas) mit +13 an.

## Beste Torhüter
Die kombinierte Tabelle zeigt die jeweils drei besten Torhüter in den Kategorien Gegentorschnitt und Fangquote sowie die jeweils Führenden in den Kategorien Shutouts und Siege.
Abkürzungen: GP = Spiele, Min = Eiszeit (in Minuten), W = Siege, L = Niederlagen, GA = Gegentore, SO = Shutouts, Sv% = gehaltene Schüsse (in %), GAA = Gegentorschnitt; Fett: Bestwert; Sortiert nach Gegentorschnitt.
 Erfasst werden nur Torhüter mit 180 absolvierten Spielminuten.
| Spieler            | Team         | GP | Min     | W  | L | GA | SO | Sv%  | GAA  |
| ------------------ | ------------ | -- | ------- | -- | - | -- | -- | ---- | ---- |
| John Vanbiesbrouck | Philadelphia | 6  | 369:07  | 2  | 4 | 9  | 1  | 93,8 | 1,46 |
| Ed Belfour         | Dallas       | 23 | 1543:36 | 16 | 7 | 43 | 3  | 93,0 | 1,67 |
| Dominik Hašek      | Buffalo      | 19 | 1217:08 | 13 | 6 | 36 | 2  | 93,9 | 1,77 |